# Paul Nardi
Paul Nardi, né le 18 mai 1994 à Vesoul en France, est un footballeur français qui évolue au poste de gardien de but au Queens Park Rangers.

## Biographie

### Débuts professionnels
Paul Nardi commence le football en 2000 dans le club de la ville où il grandit, l'AS de Vaivre-et-Montoille, situé à l'ouest de Vesoul. Il rejoint par la suite le Vesoul HSF, club principal du département de Haute-Saône.
Il intègre le centre de formation de l'Association sportive Nancy-Lorraine en 2006, à l'âge de 12 ans. 
Il dispute son premier match professionnel le 27 août 2013 contre l'AC Arles Avignon lors d'une victoire un but à zéro en Coupe de la Ligue. Le 13 septembre, il est titularisé pour son premier match de Ligue 2 contre l'Union sportive Créteil-Lusitanos à la place de Damien Grégorini, diminué. Il enchaîne les titularisations à la suite de ses bonnes performances, concluant la saison avec trente-trois titularisations en championnat lors de la saison 2013-2014. Au terme de celle-ci, il est nommé lors des Trophées UNFP pour le titre de meilleur gardien, remporté finalement par Alphonse Areola.

### AS Monaco
Le 6 juin 2014, il s'engage pour cinq saisons avec l'AS Monaco mais est prêté dans la foulée à l'AS Nancy-Lorraine. Il débute alors vingt-neuf rencontres de Ligue 2.
Il revient en Principauté pour la saison 2015-2016 pour y être la doublure de Danijel Subašić. À la suite d'une blessure au mollet du croate, Paul Nardi joue son premier match officiel sous les couleurs de l'AS Monaco contre l'AS Saint-Étienne le 13 décembre 2015 lors d'une victoire un but à zéro pour le compte de la 18e journée de Ligue 1. Il est titularisé trois jours plus tard contre les Girondins de Bordeaux lors d'une défaite trois buts à zéro en Coupe de la Ligue.

### Prêts au Stade rennais et Cercle de Bruges
Le 21 juin 2016, il est prêté pour la saison 2016-2017 au Stade rennais FC, sans option d'achat. Barré par Benoît Costil, il ne porte qu'à une seule reprise le maillot breton sur la phase aller, lors des huitièmes de finale de Coupe de la Ligue face à l'AS Monaco lors d'une large défaite sept buts à zéro.
En manque de temps de jeu, il quitte le club breton le 2 janvier 2017 pour être prêté en Belgique au Cercle Bruges, club satellite de l'ASM, qui évolue en deuxième division. Auteur d'une bonne demi-saison, il voit son prêt dans le club belge être prolongé d'une saison l'été suivant. Auteur d'une belle saison pour la remontée du club dans l'élite du football belge, son prêt est à nouveau prolongé d'une saison en 2018.

### FC Lorient
Échouant à s'imposer sur le Rocher, il rejoint le FC Lorient le 23 juillet 2019 pour quatre saisons. Désigné gardien numéro un, il connaît des débuts heureux chez les Merlus, l'équipe ne connaissant pas la défaite lors des cinq premières journées, son influence n'y étant pas étrangère. Il dispute l'intégralité des 28 journées de championnat avant que celui-ci ne soit arrêté à cause de la pandémie de Covid-19, et devient champion de la division.
Sa deuxième saison s'avère plus compliquée. Il se montre plus fébrile et moins décisif sur la première partie de saison, l'équipe encaissant 36 buts en 18 rencontres. Pour la réception des Girondins de Bordeaux (19e journée, défaite 2-1), Dreyer lui est préféré avant que Nardi ne contracte la Covid et ne soit éloigné des terrains. Christophe Pélissier lui accorde de nouveau sa confiance dans le sprint final, le titularisant lors des cinq dernières rencontres de championnat. Il commence de nouveau la saison 2021-2022 comme numéro 1. L'équipe morbihannaise descend progressivement dans le classement au fil de la saison, enchaînant notamment douze rencontres sans victoire pour finir l'année civile, dont une série de sept défaites consécutives. Insatisfait de ses performances face au LOSC (20e journée, défaite 3-1) et au FC Nantes (22e journée, défaite 4-2) en janvier 2022, Christophe Pelissier fait savoir à certains de ses dirigeants dans la soirée du lundi 24 janvier, à une semaine de la clôture du mercato, qu'il souhaite un gardien expérimenté pour finir la saison. Finalement, aucun renfort n'est enregistré au poste de gardien de but lors de ce mercato hivernal mais Nardi perd bel et bien sa place, au profit de Matthieu Dreyer.
Pour la première journée du championnat 2022-2023, il prend place sur le banc, la recrue Yvon Mvogo étant titularisée.

### KAA La Gantoise
Le 1er septembre 2022, il retrouve le championnat belge où il s'engage en faveur de KAA La Gantoise, un transfert estimé à 200 000€. Il étrenne pour la première fois ses nouvelles couleurs le 9 octobre contre le KAS Eupen (11e journée, victoire 0-4). Il dispute ensuite l'intégralité des rencontres de la phase classique du championnat. La Gantoise termine 5e de cette phase et se qualifie pour les play-offs 2. Lors de cette seconde phase du championnat, son équipe se qualifie pour le deuxième tour de qualification pour non-champions de la Ligue Europa Conférence 2023-2024.
Il participe à la phase de groupes de la Ligue Europa Conférence 2022-2023 avant que Davy Roef lui soit préféré pour la phase finale.
Il est victime d'une commotion cérébrale le 22 octobre 2023 face au Cercle Bruges (11e journée, défaite 0-2), recevant un coup de genou derrière la tête de Kévin Denkey. Il reprend la compétition le 9 novembre en Ligue Europa Conférence sur la pelouse du Breidablik Kópavogur (victoire 3-2). Le 30 novembre, toujours dans le cadre de cette compétition, il se fracture la jambe sur un dégagement lors de la réception du Zorya Louhansk (victoire 4-1). Le 25 mai 2024, pour la dernière journée des Europe Play-offs, il entre en jeu lors des dernières minutes et participe à la victoire deux buts à zéro face au K Saint-Trond VV.

### Queens Park Rangers
Fin juin 2024, en fin de contrat chez les Buffalos, Nardi poursuit sa carrière chez les Queens Park Rangers. Titulaire indiscutable lors de sa première saison, il dispute quarante-cinq rencontres en Championship.

### En sélection nationale
Paul Nardi dispute son premier match en équipe de France des moins de 17 ans le premier juin 2011 au Stade de l'Abbé-Deschamps à Auxerre contre le Congo. Il y joue une mi-temps et ne prendra aucun but. Le score final sera nul (2 buts partout). Il prend ensuite part à la Coupe du monde des moins de 17 ans au Mexique.
Depuis, il compte une sélection en équipe de France des moins de 18 ans, une en équipe de France des moins de 19 ans et cinq sélections en équipe de France des moins de 20 ans. Avec cette dernière, il a notamment participé au Tournoi de Toulon 2014 où il a atteint la finale - perdue cinq buts à deux face au Brésil - et été élu meilleur gardien de la compétition.
Nardi est appelé pour la première fois en équipe de France espoirs en septembre 2014 mais il est contraint de céder sa place à Maxime Dupé sur blessure. Il est à nouveau convoqué en tant que troisième gardien à l'occasion des barrages de l'Euro 2015, perdus face à l'équipe de Suède. Il est alors le troisième gardien de but dans la hiérarchie, derrière Alphonse Areola et Zacharie Boucher. Il fête sa première cape lors d'une victoire quatre buts à un contre les Pays-Bas.

## Statistiques
| Saison                | Club                     | Championnat           | Championnat | Championnat | Coupe nationale | Coupe nationale | Coupe de la Ligue | Coupe de la Ligue | Compétition(s) continentale(s) | Compétition(s) continentale(s) | Compétition(s) continentale(s) | Barrages | Barrages | Total | Total |
| Saison                | Club                     | Division              | M.          | B.          | M.              | B.              | M.                | B.                | Comp.                          | M.                             | B.                             | M.       | B.       | M.    | B.    |
| 2013-2014             | AS Nancy-Lorraine        | Ligue 2               | 33          | 0           | 2               | 0               | 2                 | 0                 | -                              | -                              | -                              | -        | -        | 37    | 0     |
| 2014-2015             | AS Nancy-Lorraine (prêt) | Ligue 2               | 29          | 0           | -               | -               | -                 | -                 | -                              | -                              | -                              | -        | -        | 29    | 0     |
| Sous-total            | Sous-total               | Sous-total            | 62          | 0           | 2               | 0               | 2                 | 0                 | -                              | -                              | -                              | -        | -        | 66    | 0     |
| 2015-2016             | AS Monaco                | Ligue 1               | 2           | 0           | 3               | 0               | 1                 | 0                 | C1+C3                          | -                              | -                              | -        | -        | 6     | 0     |
| 2016-2017             | Stade rennais FC (prêt)  | Ligue 1               | -           | -           | -               | -               | 1                 | 0                 | -                              | -                              | -                              | -        | -        | 1     | 0     |
| 2016-2017             | Cercle Bruges KSV (prêt) | Division 1B           | 7           | 0           | -               | -               | -                 | -                 | -                              | -                              | -                              | 6        | 0        | 13    | 0     |
| 2017-2018             | Cercle Bruges KSV (prêt) | Division 1B           | 27          | 0           | 1               | 0               | -                 | -                 | -                              | -                              | -                              | 2        | 0        | 30    | 0     |
| 2018-2019             | Cercle Bruges KSV (prêt) | Division 1A           | 30          | 0           | -               | -               | -                 | -                 | -                              | -                              | -                              | 8        | 0        | 38    | 0     |
| Sous-total            | Sous-total               | Sous-total            | 64          | 0           | 1               | 0               | -                 | -                 | -                              | -                              | -                              | 16       | 0        | 81    | 0     |
| 2019-2020             | FC Lorient               | Ligue 2               | 28          | 0           | 3               | 0               | -                 | -                 | -                              | -                              | -                              | -        | -        | 31    | 0     |
| 2020-2021             | FC Lorient               | Ligue 1               | 23          | 0           | 1               | 0               | -                 | -                 | -                              | -                              | -                              | -        | -        | 24    | 0     |
| 2021-2022             | FC Lorient               | Ligue 1               | 22          | 0           | -               | -               | -                 | -                 | -                              | -                              | -                              | -        | -        | 22    | 0     |
| Sous-total            | Sous-total               | Sous-total            | 73          | 0           | 4               | 0               | -                 | -                 | -                              | -                              | -                              | -        | -        | 77    | 0     |
| 2022-2023             | KAA La Gantoise          | Division 1A           | 24          | 0           | 2               | 0               | -                 | -                 | C3+C4                          | 0+5                            | 0+0                            | 6        | 0        | 37    | 0     |
| 2023-2024             | KAA La Gantoise          | Division 1A           | 10          | 0           | -               | -               | -                 | -                 | C4                             | 3                              | 0                              | 1        | 0        | 14    | 0     |
| Sous-total            | Sous-total               | Sous-total            | 34          | 0           | 2               | 0               | -                 | -                 | -                              | 8                              | 0                              | 7        | 0        | 51    | 0     |
| 2024-2025             | Queens Park Rangers      | Championship          | 45          | 0           | -               | -               | -                 | -                 | -                              | -                              | -                              | -        | -        | 45    | 0     |
| Total sur la carrière | Total sur la carrière    | Total sur la carrière | 280         | 0           | 12              | 0               | 4                 | 0                 | -                              | 8                              | 0                              | 23       | 0        | 327   | 0     |

## Palmarès

### En club
|  |  | Cercle Bruges KSV - Championnat de Belgique de deuxième division (1) : - Champion : 2018 |  | FC Lorient - Championnat de France de Ligue 2 (1) : - Champion : 2020 |

### Distinctions personnelles
Il est élu meilleur joueur de Ligue 2 de l'année 2014 par France Football,.